# Värsttjärnarna
Värsttjärnarna är varandra näraliggande sjöar i Lycksele kommun i Lappland och ingår i Umeälvens huvudavrinningsområde.
- Värsttjärnarna (Lycksele socken, Lappland, 717814-161422), sjö i Lycksele kommun, 64°41′16″N 18°12′01″Ö / 64.6879°N 18.2003°Ö (2,75 ha)
- Värsttjärnarna (Lycksele socken, Lappland, 717832-161421), sjö i Lycksele kommun, 64°41′26″N 18°12′03″Ö / 64.6905°N 18.2008°Ö (2,21 ha)